# Stensjön (Madesjö socken, Småland)
Stensjön är en sjö i Nybro kommun i Småland och ingår i Snärjebäckens huvudavrinningsområde. Sjön är 4 meter djup, har en yta på 0,673 kvadratkilometer och befinner sig 122 meter över havet. Stensjön ligger i Smedjevik Natura 2000-område. Sjön avvattnas av vattendraget Snärjebäcken. Vid provfiske har bland annat abborre, gädda, mört och regnbåge fångats i sjön.

## Delavrinningsområde
Stensjön ingår i det delavrinningsområde (630697-150290) som SMHI kallar för Utloppet av Stensjön. Medelhöjden är 138 meter över havet och ytan är 13,92 kvadratkilometer. Det finns inga avrinningsområden uppströms utan avrinningsområdet är högsta punkten. Avrinningsområdets utflöde Snärjebäcken mynnar i havet. Avrinningsområdet består mestadels av skog (85 %). Avrinningsområdet har 0,67 kvadratkilometer vattenytor vilket ger det en sjöprocent på 4,8 %.

## Fisk
Vid provfiske har följande fisk fångats i sjön:
- Abborre
- Gädda
- Mört
- Regnbåge
- Sarv
- Sutare